# Gare d’Héricourt
Gare d’Héricourt vasútállomás Franciaországban, Héricourt településen.

## Vasútvonalak
Az állomást az alábbi vasútvonalak érintik:
- Dole–Belfort-vasútvonal

## Kapcsolódó állomások
A vasútállomáshoz az alábbi állomások vannak a legközelebb:
- Gare de Montbéliard
- Gare de Belfort